# Pedro Pérez Conde
Pedro Pérez Conde (Córdoba, 26 de julio de 1988), más conocido como Pedro Conde, es un futbolista español. Juega de delantero y su equipo es el Volos F. C. de la Superliga de Grecia.

## Trayectoria
Comenzó su trayectoria en las categorías inferiores del Córdoba Club de Fútbol. Su progresión llamó la atención del Atlético de Madrid, que lo incorporó a su filial. En la temporada 2010-11 recaló en el Jaén, pasando posteriormente por Pozoblanco, Granada B, donde fue el autor de veinticuatro goles, y también jugó una temporada en el C. D. Alcoyano y otra en la U. D. Melilla. En 2015 firmó con la Asociación Deportiva Mérida.
En 2016 se comprometió hasta mediados de 2019 con el PAS Giannina. Abandonó el club en 2018 para jugar en los Emiratos Árabes Unidos. Estuvo en tres equipos los tres años que estuvo allí y en agosto de 2021 regresó al PAS Giannina. Esta segunda etapa duró tres campañas y en agosto de 2024 se unió al Volos F. C.

## Clubes
| Club                       | País                   | Año       |
| -------------------------- | ---------------------- | --------- |
| Córdoba C. F. "B"          | España                 | 2008-2009 |
| Atlético de Madrid "C"     | España                 | 2009-2010 |
| Real Jaén C. F.            | España                 | 2010-2011 |
| C. D. Pozoblanco           | España                 | 2011-2012 |
| Granada C. F. "B"          | España                 | 2012-2013 |
| C. D. Alcoyano             | España                 | 2013-2014 |
| U. D. Melilla              | España                 | 2014-2015 |
| A. D. Mérida               | España                 | 2015-2016 |
| PAS Giannina               | Grecia                 | 2016-2018 |
| Bainyas S. C.              | Emiratos Árabes Unidos | 2018-2020 |
| Shabab Al-Ahli Dubai F. C. | Emiratos Árabes Unidos | 2020-2021 |
| Al-Dhafra Club (cedido)    | Emiratos Árabes Unidos | 2021      |
| PAS Giannina               | Grecia                 | 2021-2024 |
| Volos F. C.                | Grecia                 | 2024-     |